# Albert Scothern
Albert Edward Scothern (Lambley, 12 settembre 1882 – Redditch, 20 marzo 1970) è stato un calciatore inglese, di ruolo difensore.

## Carriera

### Club
Giocò 141 partite e segnò 3 gol per l'Oxford City.

### Nazionale
Ha partecipato al 4º Torneo olimpico di calcio, nel quale ha vinto una medaglia d'oro.

## Palmarès

### Nazionale
- Oro olimpico: 1

Londra 1908